# Gonfalonnier de justice

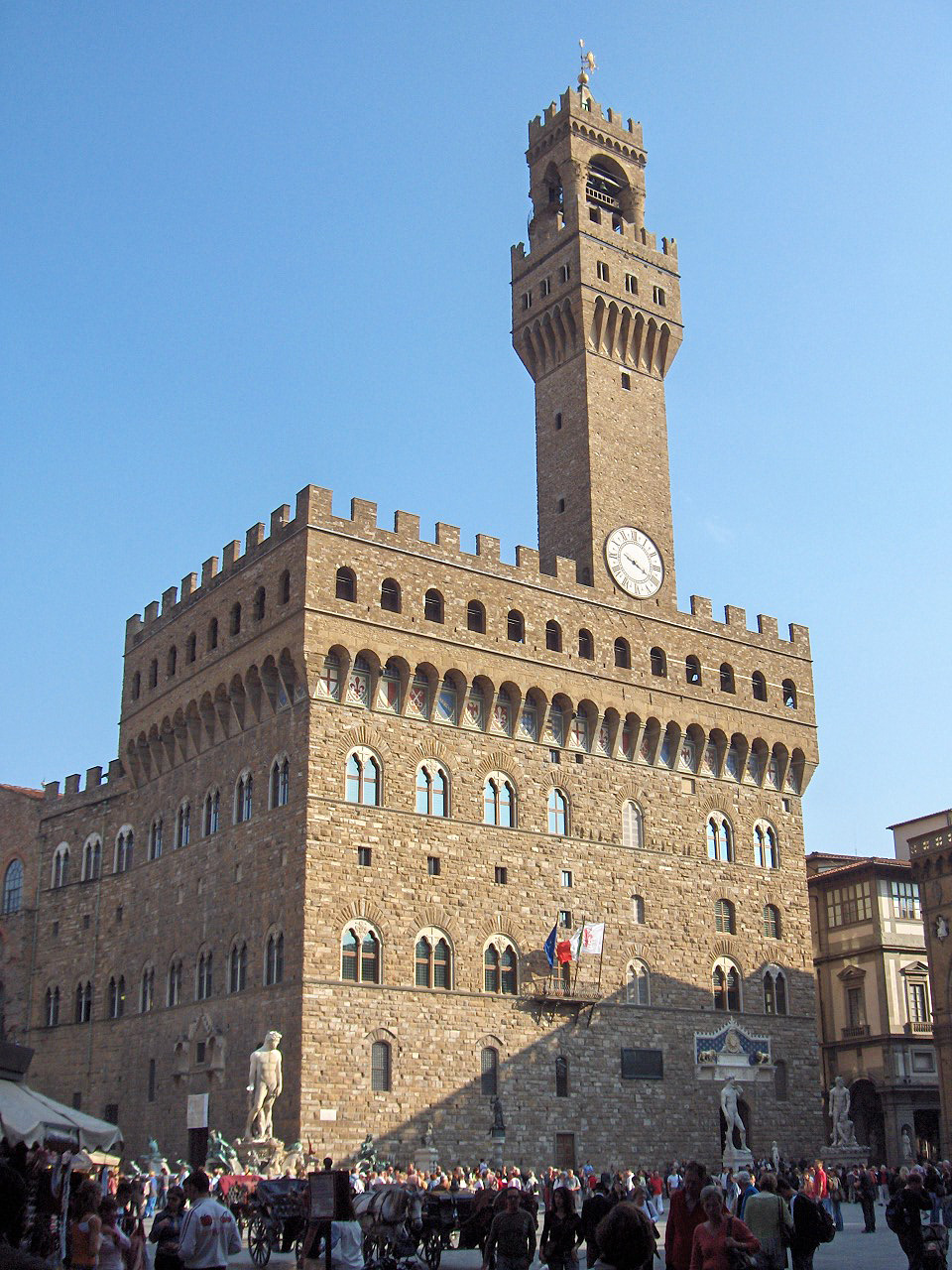
Le Palazzo Vecchio, actuel hôtel de Ville et ancien siège de la seigneurie de Florence.

Le gonfalonnier de justice (Gonfaloniere di Giustizia) est dans la république de Florence (1135-1532) à partir de 1293, le principal membre de la Seigneurie, commission de neuf personnes qui est l'organe essentiel du gouvernement.

## Le gonfalonnier de Justice

### Création de la fonction (1293)
Cette fonction est introduite en 1293 par les Ordonnances de justice de Giano della Bella, qui réorganisent le gouvernement de la commune.

### Place du gonfalonnier dans la république à l'époque communale (1293-1434)
Le gonfalonnier de justice est l'un des neuf citoyens choisis par tirage au sort tous les deux mois qui forment la Seigneurie de Florence (Signoria di Firenze). Sur les huit autres membres, six sont choisis parmi les membres des Arti maggiori (guildes majeures) et deux parmi les membres des Arti minori (guildes mineures). Le gonfalonnier est tiré au sort dans une grande famille de la république. 
La fonction indiquée par son nom est celle de porte-drapeau de la république et de gardien de la bannière de la ville, un étendard marqué d'une croix rouge sur fond blanc. Il a les mêmes droits de vote que les autres membres[pas clair].
Ses fonctions réelles sont cependant plus importantes, car il est chargé du commandement des troupes chargées de la sécurité intérieure et extérieure.
Il a un costume officiel différent des autres membres : un manteau de pourpre bordé d'hermine et  brodé d'étoiles d'or. 
Chacun des quartiers de Florence (rione) avait son propre priore qui pouvait être choisi pour siéger au Conseil et son propre gonfalonnier de compagnie choisi parmi les familles les plus importantes de chaque quartier.[pas clair]

### À l'époque de la tutelle des Médicis sur la république (1434-1569)
Sous la tutelle des Médicis à partir de 1434, il perd ses attributions militaires, mais reste chef du gouvernement civil.
En 1569, la république de Florence est intégrée avec la république de Sienne dans le grand-duché de Toscane, possession désormais héréditaire des monarques de la maison de Médicis.

## Liste des gonfalonniers de justice

### Quelques gonfalonniers notables
- 1378 : Michele di Lando (1343-1401), ouvrier cardeur, élu dans le cadre de la révolte des Ciompi (issu d'un processus révolutionnaire, qui ne reste pas longtemps en place (juillet-août)